# Asclépiéion
 (mai 2020).
Si vous disposez d'ouvrages ou d'articles de référence ou si vous connaissez des sites web de qualité traitant du thème abordé ici, merci de compléter l'article en donnant les références utiles à sa vérifiabilité et en les liant à la section « Notes et références ».

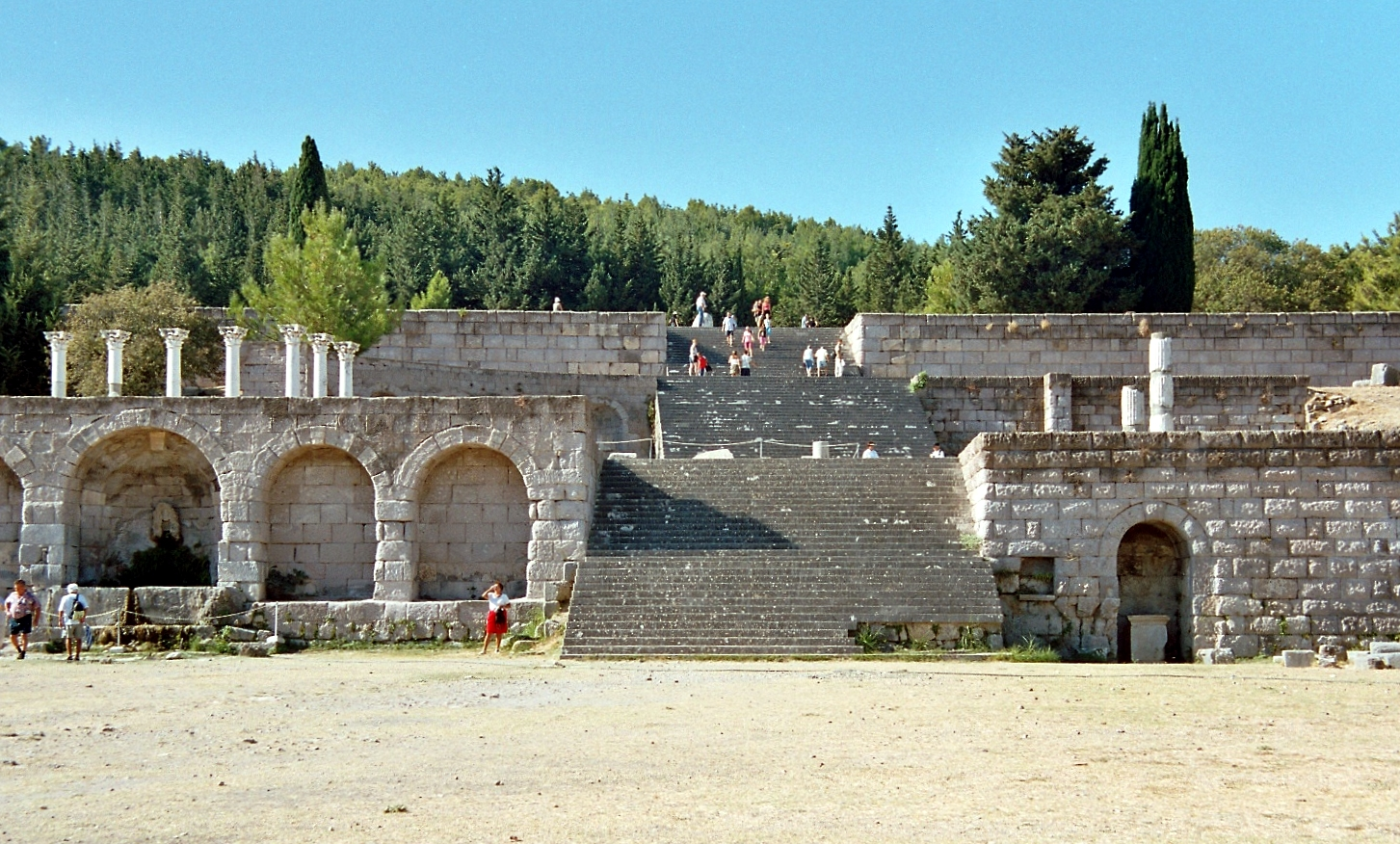
Ruines de l'asclépiéion de Cos.

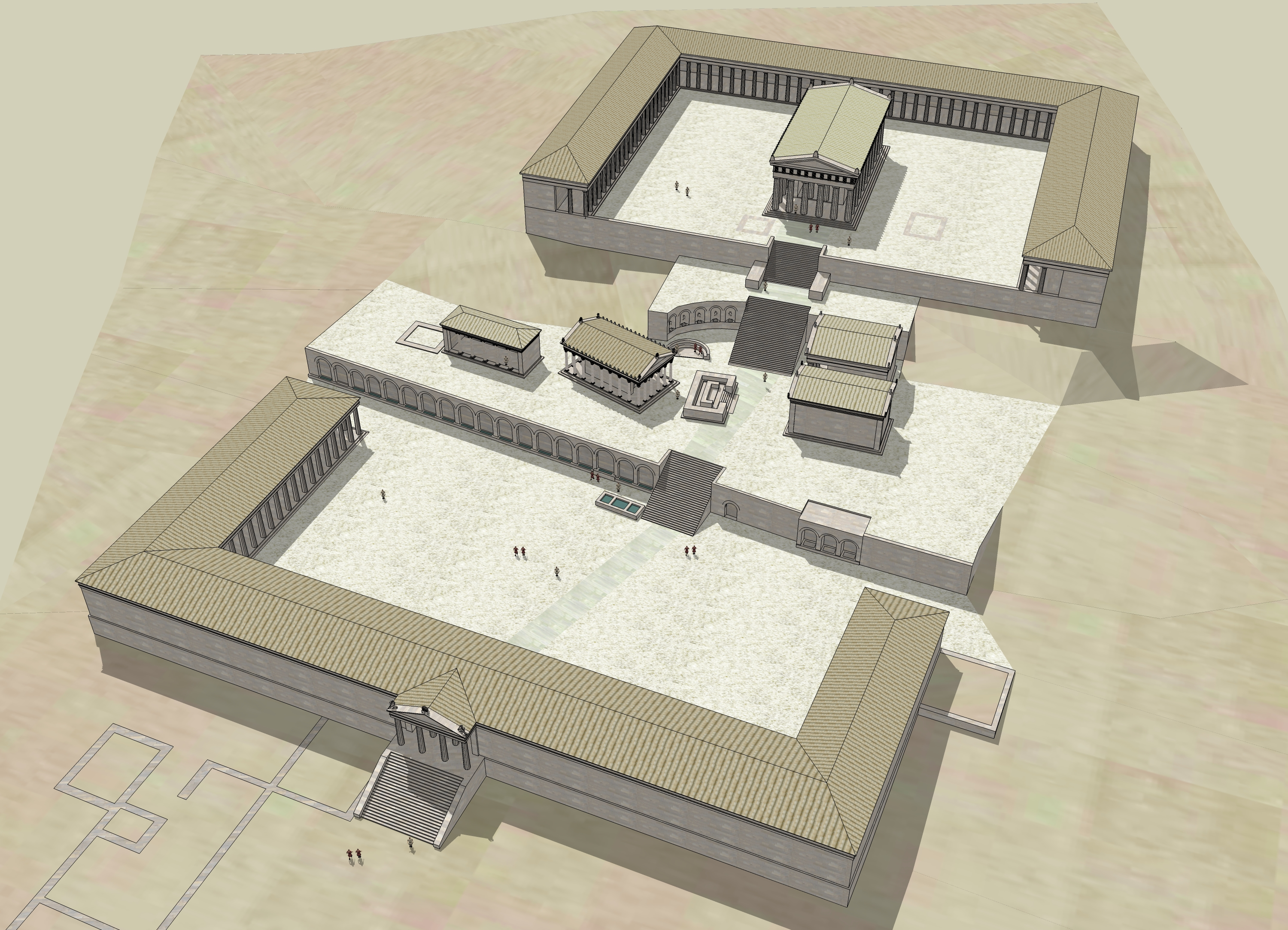
Essai de restitution de l'Asclépéion de l'île de Cos.

Dans l'Antiquité grecque et dans l'Antiquité gréco-romaine, un asclépiéion ou asklépiéion (Ἀσκληπιεῖον en grec ancien, æsculapium en latin) est un sanctuaire de guérison, consacré au dieu Asclépios (Esculape en latin).

## Religion grecque
Aux environs de -300, le culte d’Asclépios est devenu de plus en plus populaire. Les pèlerins affluent au temple dans l’espoir d'être guéris. Ils dorment la nuit et, le lendemain, racontent leurs rêves à un prêtre qui leur prescrit un remède, souvent un passage aux bains ou au gymnase. Les serpents étant considérés comme sacrés par Asclépios, ils sont souvent utilisés dans les rituels de guérison. On laisse des serpents non-venimeux ramper sur le sol dans les dortoirs où reposent les malades et les blessés.
Le géographe Pausanias observa, à l’asclépiéion de Titan à Sicyone des statues d’Hygie couvertes de cheveux de femmes et de lambeaux de vêtements babyloniens. Selon les inscriptions qui y ont été relevées, des sacrifices identiques se sont déroulés à Paros.[réf. nécessaire]

## Sanctuaires notables d'Asclépios

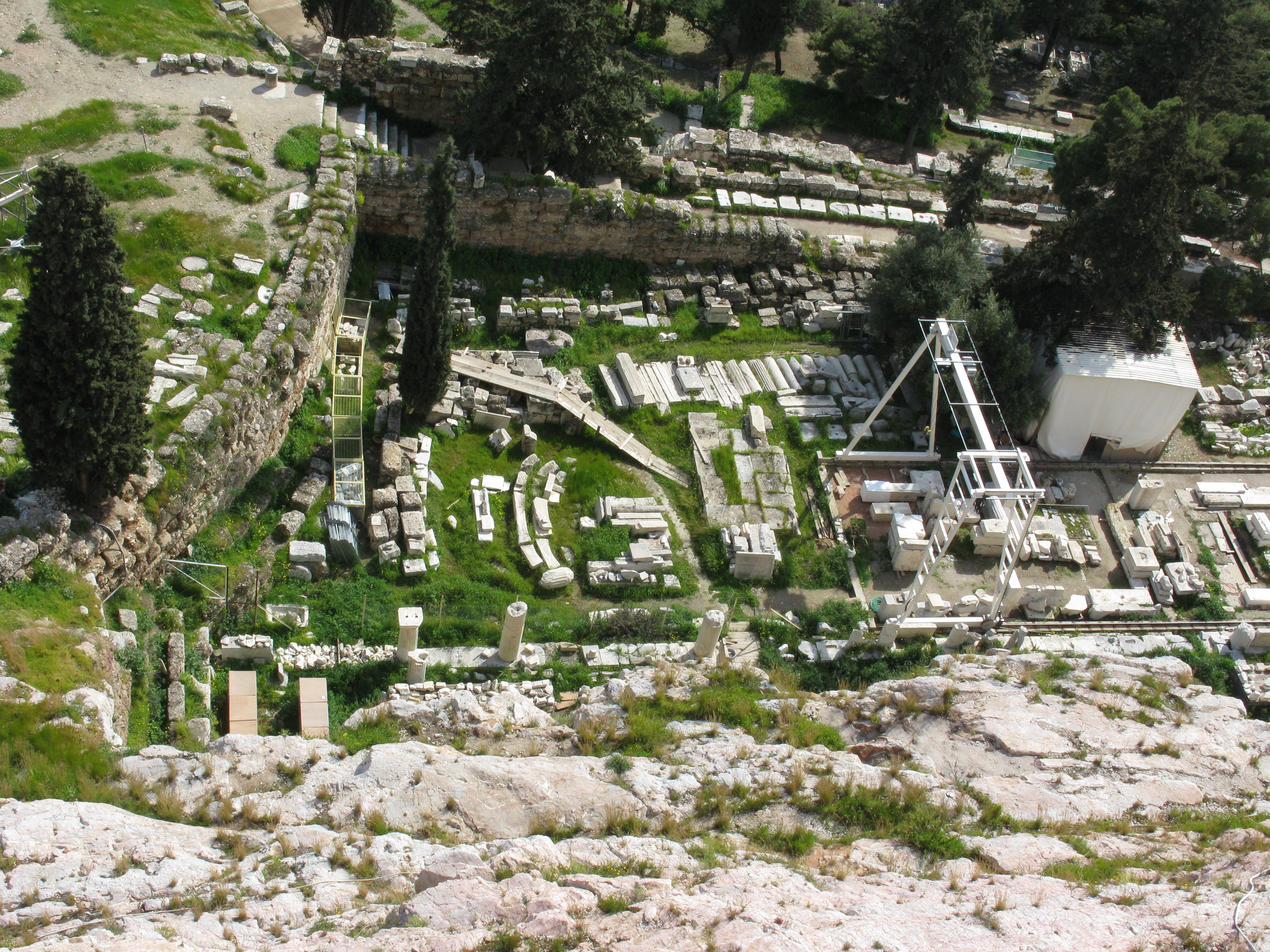
Asclépiéion d'Athènes, sur la terrasse sud, au pied de l'Acropole.

Environ 300 de ces sites de guérison sont connus.

### Tríkala
Le plus connu était l’asclépiéion de Trikka ou Trikkè (actuelle Tríkala) en Thessalie. 

### Sanctuaire d'Épidaure
L’asclépiéion d'Épidaure, traditionnellement considéré comme le berceau d’Asclépios, est à la fois vaste et bien préservé. 

### Asclépiéion de Kos
Asclépiéion de Kos (de).

### Asclépiéion d'Athènes
Le temple d'Asclépios est situé sur la terrasse sud de l'acropole d'Athènes, près du théâtre de Dionysos. Il remonte à -420.

### ex-votos provenant de l'asclépiéion d'Athènes
Le musée de l'Acropole d'Athènes expose des ex-votos provenant de l'asclépiéion d'Athènes.
| Objet | Description | Origine et datation                       |
| ----- | --- | ----------------------------------------- |
|       | Offrande votive de l'Asclépiéion d'Athènes Partie d'un visage féminin avec des yeux incrustés. Offrande votive du IVe siècle av. J.-C., probablement du sculpteur Praxias, insérée dans la niche d'un pilier du sanctuaire d'Asclépios. Musée de l'Acropole d'Athènes | Temple d'Asclépios, Athènes. -IVe siècle. |
|       | Offrandes de l'Asclépiéion d'Athènes Plaques d'offrandes votives en bas-relief. Yeux, oreille, sein, jambe, avec inscriptions votives. Musée de l'Acropole d'Athènes                                                                                                  | Temple d'Asclépios, Athènes. -IVe siècle. |

## Hippocrate et Galien
Hippocrate aurait appris la médecine dans un asclépiéion de l'île de Cos. Avant de devenir le médecin personnel de l’empereur romain Marc Aurèle, Galien a exercé et a étudié au célèbre asclépiéion de Pergame.